# İstiklal, Ceyhan
İstiklal là một xã thuộc huyện Ceyhan, tỉnh Adana, Thổ Nhĩ Kỳ.